# In Old Kentucky (film, 1919)
Pour les articles homonymes, voir In Old Kentucky.
In Old Kentucky (Titre français : Lis sauvage) est un film muet américain réalisé par Marshall Neilan et produit par Louis B. Mayer, sorti en 1919.

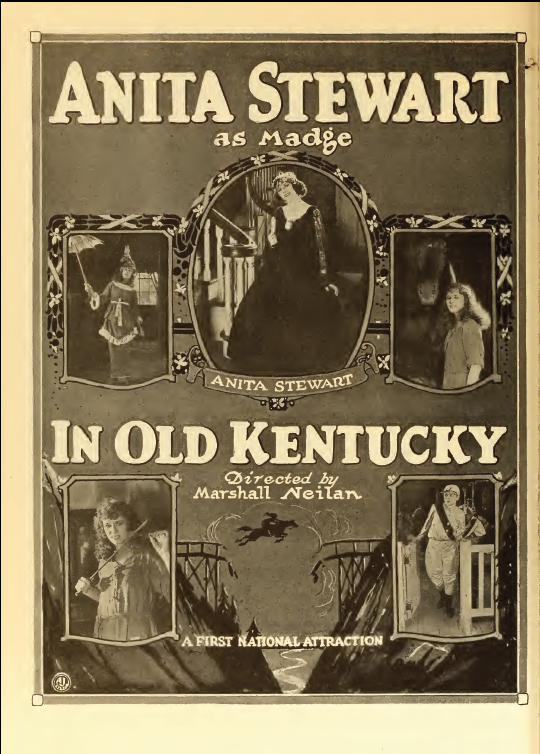
Affiche du film

Il a fait l'objet d'un remake en 1927 par MGM, et d'une version sonore par Will Rogers en 1935.

## Fiche technique
- Réalisation : Marshall Neilan
- Scénario : Thomas J. Geraghty (en), d'après la pièce de Charles T. Dazey (en) (Pittsburg 1893)[1]
- Production : Louis B. Mayer et Anita Stewart
- Distribution : First National Pictures
- Image : Tony Gaudio
- Chef décorateur : Ben Carré
- Durée : 70 minutes (7 bobines)
- Dates de sortie : 
  - États-Unis: 15 décembre 1919
  - France : 26 novembre 1920

## Distribution
- Anita Stewart : Madge Brierly
- Mahlon Hamilton : Frank Layson
- Edward Coxen : Joe Lorey
- Charles Arling : Horace Holten

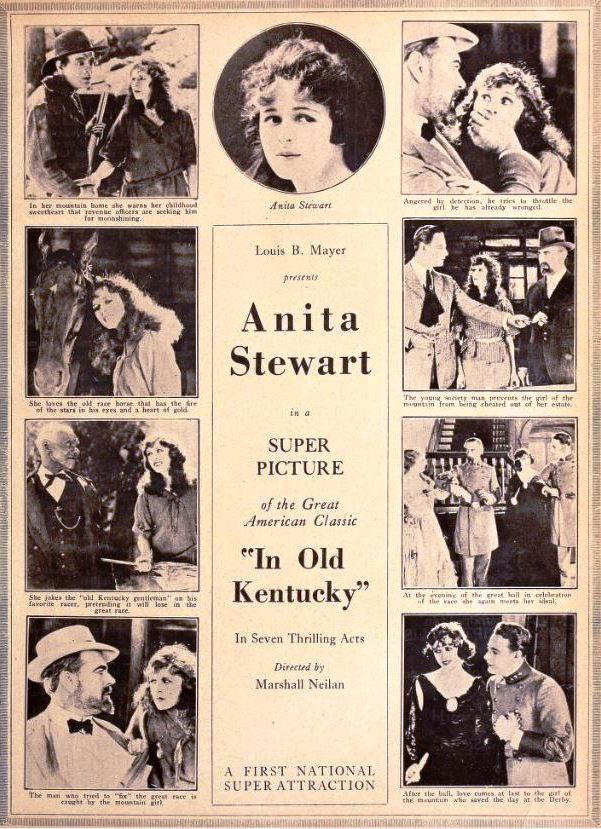
Publicité pour le film dans Shadowland

- Edward Connelly : Col. Sandusky Doolittle
- Adele Farrington : Tante Aleathea
- Marcia Manon : Barbara Holten
- Frank Duffy : Eddie Lennhardt
- John Currie : Oncle Neb